# Zbigniew Galus
Zbigniew Jerzy Galus (ur. 7 lipca 1934 w Szczaworyżu) – polski chemik, specjalista w zakresie chemii nieorganicznej, elektrochemii i elektroanalizy, profesor Wydziału Chemii Uniwersytetu Warszawskiego, członek rzeczywisty PAN.

## Życiorys
Urodził się we wsi Szczaworyż, w gminie Busko-Zdrój (województwo świętokrzyskie). Już jako czteroletni chłopiec zainteresował się chemią – w czasie uroczystości odnowienia doktoratu (z okazji jego 50 rocznicy) wspominał:

…w 1938 roku otrzymałem na Mikołaja książkę pt. „Chemia zdobywa świat”. Chemia przedstawiona w tej książce podziałała na moją wyobraźnię – jawiła mi się jako dziedzina mogąca tworzyć czarodziejską krainę przemian, wybuchów, ognia, dymów, barw…

Studiował na Wydziale Chemii Uniwersytetu Łódzkiego. Ukończył studia w roku 1955. Dwa lata później (1957) rozpoczął pracę w Katedrze Chemii Nieorganicznej i Analitycznej na Wydziale Chemii UW. Pod kierownictwem Wiktora Kemuli opracowywał możliwości badań amalgamatów z użyciem nieruchomej kroplowej elektrody rtęciowej. Badania stały się tematem pracy doktorskiej, zakończonej nadaniem stopnia doktora nauk chemicznych w roku 1960.
Po doktoracie odbył staż naukowy na University of Kansas, gdzie przez dwa lata badał mechanizmy anodowego utleniania pochodnych aniliny i innych związków organicznych. Współpracował ze znanymi elektrochemikami – profesorami R.N. Adamsem i F.S. Rowlandem – przyszłym laureatem Nagrody Nobla (1995). Był jednym z pionierów stosowania dyskowych elektrod wirujących (RDE), technik radiochemicznych i spektroskopia EPR. Po powrocie do Polski prowadził elektrochemiczne badania kompleksów metali przejściowych, których wyniki stały się podstawą uzyskania habilitacji (1966). Stanowisko docenta otrzymał w 1967 r., tytuł profesora nadzwyczajnego – w roku 1973, a tytuł profesora zwyczajnego – w roku 1981.
Badania i kształcenie kadry naukowej prowadził w Instytucie Chemii Nieorganicznej i Analitycznej. Utworzył w nim Laboratorium Elektrochemii Analitycznej i kierował nim przez 35 lat; stało się uznanym centrum dydaktyki i badań naukowych w tej dziedzinie. Był promotorem w 25 przewodach doktorskich (m.in. Krzysztof Winkler, Marek Orlik, Krzysztof Maksymiuk, Waldemar Górski, Iwona Rutkowska) i opiekunem naukowym w 7 przewodach habilitacyjnych (6 spośród młodszych współpracowników otrzymało tytuły profesora).
Pełnił funkcję dyrektora Instytutu i prodziekana Wydziału Chemii (1980–1981 i 1984–1985). Działał również w:
- Polskiej Akademii Nauk (od 1998 r. jako członek rzeczywisty),
- Radzie Nauki przy Ministrze Szkolnictwa Wyższego (2005–2008),
- Międzynarodowej Unii Chemii Czystej i Stosowanej (IUPAC; członek tytularny Komisji Chemii Elektroanalitycznej, 1969–1983),
- Centralnej Komisji ds. Tytułu Naukowego i Stopni Naukowych (1991–1993, 1994–1996),
- Komitecie Badań Naukowych (1991–1997, 2001–2005)
- Narodowym Centrum Nauki,
- Komitecie Redakcyjnym czasopisma „Chemia Analityczna – Polish Journal of Chemistry” (od 2006 roku – redaktor naczelny),
- Polskim Towarzystwie Chemicznym (1986–1991 – wiceprezes, 1992–1994 – prezes, od 2000 – członek honorowy),
- Towarzystwie Naukowym Warszawskim (od 1983 roku).

## Publikacje (wybór)
Zbigniew Galus jest autorem ponad 200 publikacji naukowych i dydaktycznych, dotyczących przede wszystkim różnych problemów elektrochemii. W biogramie zamieszczonym na stronie internetowej PAN zostały wymieniono, jako charakterystyczne, następujące pozycje tego dorobku:
Publikacje książkowe, m.in.
- Podstawy elektroanalizy chemicznej, PWN Warszawa (1971 i 1977),
- Fundamentals of Electrochemical Analysis, Horwood – PWN Warszawa (1976 i 1994; wyd. rosyjskie 1974; wyd. chińskie 1987),
- Elektroanalityczne metody wyznaczania stałych fizykochemicznych (Z. Galus red., PWN Warszawa 1979),
- Electrochemistry of Mercury (z P. K. Wroną). W: „Encyclopedia of Electrochemistry”. Marcel Dekker, New York 1985.

inne publikacje
- The Investigation of the Kinetics of Moderately Rapid Electrode Reactions Using Rotating Disc Electrodes (z R.N. Adams), „J. Phys. Chem.”, 67, 1963,
- On the Present Understanding of the Nature of Inhibition of Electrode Reactions by Adsorbed Neutral Organic Molecules (z J. Lipkowskim), „J. Electroanal. Chem.”, 61, 1975.
- On the Influence of Solvents on the Rate of Ion-transfer Reactions (z J. Brodą), „J. Electroanal. Chem.”, 198, 1986,
- Study of the Growth and the Electrochemical Behaviour of Prussian Blue Films Using Electrochemical Quartz Crystal Microbalance (z M. Zadroneckim, P. K. Wroną), „J. Electrochem. Soc.”, 146, 1999,
- Direct Visualization of the Potential-Controlled Transformation of Hemimicellar Aggregates of Dodecyl Sulfate into a Condensed Monolayer at the Au(111) Electrode Surface (współautorzy: I. Burgess, C.A. Jeffrey, X. Cai, J. Lipkowski), „Langmuir”, 15, 1999.

## Odznaczenia[5]
- Krzyż Kawalerski Orderu Odrodzenia Polski (1976),
- Krzyż Komandorski Orderu Odrodzenia Polski (1998)[11],
- Medal Komisji Edukacji Narodowej (1997).

## Inne wyróżnienia[5]
- Nagroda im. Marii Skłodowskiej-Curie (Wydział III Nauk Matematycznych, Fizycznych i Chemicznych PAN, 1984)
- Medale PTChem[12]:
  - Medal Jana Zawidzkiego (1981},
  - Medal Jędrzeja Śniadeckiego (2011),
  - Medal okolicznościowy (2012),
- Nagrody Ministra Nauki i Szkolnictwa Wyższego za prace naukowe (1964, 1968, 1972, 1976, 1980, 1987, 1991),
- Nagroda Prezesa Rady Ministrów za całokształt badań naukowych (2004),
- Doktorat honoris causa Uniwersytetu w Białymstoku (2017)[13],
- Doktorat honoris causa Uniwersytetu Łódzkiego (2019).